# Druha liha ukraińska w piłce nożnej mężczyzn
Druha liha (ukr. Друга ліга, dosł. Druga liga) – trzeci poziom w hierarchii ligowych rozgrywek w piłce nożnej mężczyzn na Ukrainie. Utworzona w 1992 roku i zarządzana przez Profesjonalną Futbolową Ligę Ukrainy (PFL), a wcześniej do 1996 przez Ukraiński Związek Piłki Nożnej (FFU). Od sezonu 2013/2014 nazywana Favbet Liga 2. Zmagania w jej ramach toczą się cyklicznie (co sezon) w systemie mecz i rewanż. Przeznaczone są dla 20 ukraińskich klubów piłkarskich, które są podzielone na dwie grupy według położenia geograficznego. Najlepsze drużyny ligi uzyskują awans do Perszej lihi, zaś najsłabsze zespoły relegowane są do rozgrywek Amatorskiej Lihi. Jeśli klub odmówi awansu do Perszej lihi, klub, który zajął następne miejsce w klasyfikacji, będzie promowany. Jeśli druga drużyna tego samego klubu (np. Dynamo II) zajmie pierwsze lub drugie miejsce to awansuje klub, który zajął następne miejsce po nim.
Najbardziej utytułowaną drużyna ligi jest druga drużyna klubu Desna Czernihów, która zdobyła 3 tytuły mistrzowskie.

## Historia
Jej początki sięgają 1992 roku, kiedy to po odzyskaniu niepodległości w 1991 Ukraina zaczęła organizować własne rozgrywki piłkarskie. Wcześniej zespoły ukraińskie występowały w Pierwoj lidze ZSRR. Pierwszy niepełny sezon ukraińskiej Perszej lihi rozegrano wiosną 1992, kiedy to 18 zespołów podzielono na dwie grupy, w których walczono systemem dwurundowym. Wtedy liga nazywała się Perechidna Liha. Była podzielona na 2 grupy po 9 zespołów. Spadkowicze z Perszej Lihi oraz po 4 najlepsze zespoły z obydwu grup zostali w Druhiej Lidze, a spadkowicze w następnym sezonie występowali w Perechidnej Lidze. Od sezonu 1992/93 mecze ligowe rozgrywano systemem jesień – wiosna.
Od sezonu 2017/18 liga jest podzielona na dwie grupy A i B.

## Skład ligi w sezonie 2021/22
31 zespół zostały podzielone na 2 grupy:
| Klub        | Miasto                       |
| ----------- | ---------------------------- |
| AFSK        | Kijów                        |
| Bukowyna    | Czerniowce                   |
| Czajka      | Petropawliwśka Borszczahiwka |
| Czernihów   | Czernihów                    |
| Dinaz       | Wyszogród                    |
| Dnipro      | Czerkasy                     |
| Epicentr    | Dunajowce                    |
| Karpaty     | Halicz                       |
| Karpaty     | Lwów                         |
| Liwyj Bereh | Kijów                        |
| Lubomyr     | Stawyszcze                   |
| ŁNZ         | Czerkasy                     |
| Munkács     | Mukaczewo                    |
| Nywa        | Winnica                      |
| Rubikon     | Kijów                        |

| Klub       | Miasto        |
| ---------- | ------------- |
| Bałkany    | Zoria         |
| Enerhija   | Nowa Kachowka |
| Jarud      | Mariupol      |
| Krystał    | Chersoń       |
| Metałurh   | Zaporoże      |
| Mikołajów  | Mikołajów     |
| Nikopol    | Nikopol       |
| Peremoha   | Dniepr        |
| Połtawa    | Połtawa       |
| Reał Farma | Odessa        |
| Skoruk     | Tomakiwka     |
| Sumy       | Sumy          |
| Tawrija    | Symferopol    |
| Trostianeć | Trościaniec   |
| Wiktorija  | Mykołajiwka   |
| Wołczańsk  | Wołczańsk     |

W związku z okupacją Krymu klub Tawrija Symferopol rozgrywa swoje mecze domowe w Chersoniu.

## Medaliści ligi
Kluby które awansowały do Perszej Lihi są zaznaczone czcionką pogrubioną.
| Sezon   | Gr.  | K | K | T | Mistrz                       | Wicemistrz                  | III miejsce                                         | Br. | Król strzelców | Uwagi                                                                     |
| 1992    | 1    |   |   | 1 | Dnister Zaleszczyki          | Hazowyk Komarno             | Jawir Krasnopole                                    | 11  | Ołeh Wietrow (Bażanoweć Makiejewka) | 2 grupy po 9 klubów                                                       |
| 1992    | 2    |   |   | 1 | Bażanoweć Makiejewka         | Tytan Armiańsk              | Meliorator Kachowka                                 | 11  | Ołeh Wietrow (Bażanoweć Makiejewka) | 2 grupy po 9 klubów                                                       |
| 1992/93 |      |   |   | 1 | Dnipro Czerkasy              | Polissia Żytomierz          | Jawir Krasnopole                                    | 20  | Stepan Matwijiw (Dnipro Czerkasy) | 18 klubów                                                                 |
| 1993/94 |      |   |   | 1 | FK Boryspol                  | Bażanoweć Makiejewka        | Zirka-NIBAS Kirowohrad                              | 21  | Wiktor Djak (Bażanoweć Makiejewka) | 22 kluby                                                                  |
| 1994/95 |      |   |   | 1 | Jawir Krasnopole             | FK Lwów                     | Dynamo Łuhańsk                                      | 23  | Anatolij Borysenko (Tytan Armiańsk) | 22 kluby                                                                  |
| 1995/96 | A    |   |   | 1 | CSKA Kijów                   | Krystal Chersoń             | Chutrowyk Tyśmienica                                | 18  | Andrij Heto (Awanhard Żydaczów) | 2 grupy: 22+21 klubów                                                     |
| 1995/96 | B    |   |   | 1 | Metałurh Mariupol            | Metałurh Donieck            | Metałurh Nowomoskowsk                               | 18  | Andrij Heto (Awanhard Żydaczów) | 2 grupy: 22+21 klubów                                                     |
| 1996/97 | A    |   |   | 1 | Desna Czernihów              | Fakeł Warwa                 | FK Tyśmienica                                       | 15  | Ihor Tołstow (Hirnyk-Sport Komsomolsk/FK Petriwci)                                                                                     | 2 grupy: 16+17 klubów                                                     |
| 1996/97 | B    |   |   | 1 | Awanhard-Industrija Roweńky  | Tytan Armiańsk              | Oskił Kupiańsk                                      | 15  | Ihor Tołstow (Hirnyk-Sport Komsomolsk/FK Petriwci)                                                                                     | 2 grupy: 16+17 klubów                                                     |
| 1997/98 | A    |   |   | 1 | Podilla Chmielnicki          | Dynamo-3 Kijów              | Karpaty-2 Lwów                                      | 20  | Serhij Dranow (Szachtar-2 Donieck) | 3 grupy: 18+17+17 klubów                                                  |
| 1997/98 | B    |   |   | 1 | Krystał Chersoń              | SKA-Łotto Odessa            | SK Odessa                                           | 20  | Serhij Dranow (Szachtar-2 Donieck) | 3 grupy: 18+17+17 klubów                                                  |
| 1997/98 | W    |   |   | 1 | Szachtar-2 Donieck           | Fakeł Warwa                 | Ełektron Romny                                      | 20  | Serhij Dranow (Szachtar-2 Donieck) | 3 grupy: 18+17+17 klubów                                                  |
| 1998/99 | A    |   |   | 1 | Zakarpattia Użhorod          | Borysfen Boryspol           | Cementnyk-Chorda Mikołajów                          | 24  | Serhij Szewcow (Krystal Chersoń) | 3 grupy: 15+16+14 klubów                                                  |
| 1998/99 | B    |   |   | 1 | SK Odessa                    | Krystał Chersoń             | Krywbas-2 Krzywy Róg                                | 24  | Serhij Szewcow (Krystal Chersoń) | 3 grupy: 15+16+14 klubów                                                  |
| 1998/99 | W    |   |   | 1 | Obołoń-PPO Kijów             | Zoria Ługańsk               | Oskił Kupiańsk                                      | 24  | Serhij Szewcow (Krystal Chersoń) | 3 grupy: 15+16+14 klubów                                                  |
| 1999/00 | A    |   |   | 1 | Bukowyna Czerniowce          | Podilla Chmielnicki         | Enerhetyk Bursztyn                                  | 21  | Wasyl Szwed (Hazowyk Komarno) | 3 grupy: 16+14+14 klubów                                                  |
| 1999/00 | B    |   |   | 2 | Borysfen Boryspol            | Obołoń-PPO-2 Kijów          | Krywbas-2 Krzywy Róg                                | 21  | Wasyl Szwed (Hazowyk Komarno) | 3 grupy: 16+14+14 klubów                                                  |
| 1999/00 | W    |   |   | 1 | Dnipro-2 Dniepropetrowsk     | Adoms Krzemieńczuk          | Zoria Ługańsk                                       | 21  | Wasyl Szwed (Hazowyk Komarno) | 3 grupy: 16+14+14 klubów                                                  |
| 2000/01 | A    |   |   | 1 | Polissia Żytomierz           | Sokił Złoczów               | FK Krasiłów                                         | 17  | Ołeksij Sendel (FK Krasiłów) | 3 grupy: 16+15+16 klubów                                                  |
| 2000/01 | B    |   |   | 2 | Obołoń Kijów                 | Systema-Boreks Borodzianka  | Dnipro-3 Dniepropetrowsk                            | 17  | Ołeksij Sendel (FK Krasiłów) | 3 grupy: 16+15+16 klubów                                                  |
| 2000/01 | W    |   |   | 1 | Naftowyk Ochtyrka            | Desna Czernihów             | Oskił Kupiańsk                                      | 17  | Ołeksij Sendel (FK Krasiłów) | 3 grupy: 16+15+16 klubów                                                  |
| 2001/02 | A    |   |   | 1 | FK Krasiłów                  | Sokił Złoczów               | Podilla Chmielnicki                                 | 27  | Wołodymyr Kryżaniwski (Łukor Kałusz)                                                                                                   | 3 grupy: 19+18+18 klubów                                                  |
| 2001/02 | B    |   |   | 1 | Systema-Boreks Borodzianka   | Nafkom-Akademia Irpień      | Dynamo Symferopol                                   | 27  | Wołodymyr Kryżaniwski (Łukor Kałusz)                                                                                                   | 3 grupy: 19+18+18 klubów                                                  |
| 2001/02 | W    |   |   | 2 | FK Sumy                      | Arsenał Charków             | Metałurh-2 Donieck                                  | 27  | Wołodymyr Kryżaniwski (Łukor Kałusz)                                                                                                   | 3 grupy: 19+18+18 klubów                                                  |
| 2002/03 | A    |   |   | 1 | Łukor Kałusz                 | Enerhetyk Bursztyn          | Podilla Chmielnicki                                 | 30  | Serhij Łewczenko (Nafkom-Akademia Irpień)                                                                                              | 3 grupy: 15+16+15 klubów                                                  |
| 2002/03 | B    |   |   | 1 | Nafkom-Akademia Irpień       | Dynamo Symferopol           | Ełektrometałurh-NZF Nikopol                         | 30  | Serhij Łewczenko (Nafkom-Akademia Irpień)                                                                                              | 3 grupy: 15+16+15 klubów                                                  |
| 2002/03 | W    |   |   | 1 | Zoria Ługańsk                | Szachtar Ługańsk            | Desna Czernihów                                     | 30  | Serhij Łewczenko (Nafkom-Akademia Irpień)                                                                                              | 3 grupy: 15+16+15 klubów                                                  |
| 2003/04 | A    |   |   | 1 | Hazowyk-Skała Stryj          | Podilla Chmielnicki         | Rawa Rawa Ruska                                     | 21  | Roman Karakewycz (Rawa Rawa Ruska) | 3 grupy po 16 klubów                                                      |
| 2003/04 | B    |   |   | 1 | Dynamo-IhroSerwis Symferopol | Ełektrometałurh-NZF Nikopol | Krymtepłycia Mołodiżne                              | 21  | Roman Karakewycz (Rawa Rawa Ruska) | 3 grupy po 16 klubów                                                      |
| 2003/04 | W    |   |   | 1 | Stal Dnieprodzierżyńsk       | Desna Czernihów             | Metałurh-2 Zaporoże                                 | 21  | Roman Karakewycz (Rawa Rawa Ruska) | 3 grupy po 16 klubów                                                      |
| 2004/05 | A    |   |   | 1 | Rawa Rawa Ruska              | Enerhetyk Bursztyn          | Karpaty-2 Lwów                                      | 20  | Ołeksandr Kożemjaczenko (Desna Czernihów)                                                                                              | 3 grupy: 15+14+15 klubów                                                  |
| 2004/05 | B    |   |   | 1 | Krymtepłycia Mołodiżne       | Krystał Chersoń             | FK Ołeksandrija                                     | 20  | Ołeksandr Kożemjaczenko (Desna Czernihów)                                                                                              | 3 grupy: 15+14+15 klubów                                                  |
| 2004/05 | W    |   |   | 1 | Helios Charków               | Desna Czernihów             | Dnipro Czerkasy                                     | 20  | Ołeksandr Kożemjaczenko (Desna Czernihów)                                                                                              | 3 grupy: 15+14+15 klubów                                                  |
| 2005/06 | A    |   |   | 2 | Desna Czernihów              | Fakeł Iwano-Frankowsk       | Rawa Rawa Ruska                                     | 22  | Ołeksandr Kożemjaczenko (Desna Czernihów)                                                                                              | 3 grupy: 16+15+13 klubów                                                  |
| 2005/06 | B    |   |   | 1 | MFK Mikołajów                | FK Ołeksandrija             | PFK Sewastopol                                      | 22  | Ołeksandr Kożemjaczenko (Desna Czernihów)                                                                                              | 3 grupy: 16+15+13 klubów                                                  |
| 2005/06 | W    |   |   | 2 | Dnipro Czerkasy              | Illicziweć-2 Mariupol       | Metałurh-2 Zaporoże                                 | 22  | Ołeksandr Kożemjaczenko (Desna Czernihów)                                                                                              | 3 grupy: 16+15+13 klubów                                                  |
| 2006/07 | A    |   |   | 1 | Dnister Owidiopol            | Fakeł Iwano-Frankowsk       | Jednist Płysky                                      | 21  | Ołeh Hubski (Feniks-Illiczoweć Kalinine)                                                                                               | 2 grupy: 15+16 klubów                                                     |
| 2006/07 | B    |   |   | 1 | PFK Sewastopol               | Feniks-Illiczoweć Kalinine  | Tytan Armiańsk                                      | 21  | Ołeh Hubski (Feniks-Illiczoweć Kalinine)                                                                                               | 2 grupy: 15+16 klubów                                                     |
| 2007/08 | A    |   |   | 1 | Kniaża Szczasływe            | Nywa Tarnopol               | Podilla-Chmelnyćkyj Chmielnicki                     | 20  | Jewhenij Arbuzow (Tytan Armiańsk), Wiktor Arefjew (Olimpik Donieck), Andrij Budny (Obołoń-2 Kijów), Jurij Kudinow (Komunalnyk Ługańsk) | 2 grupy: 16+18 klubów                                                     |
| 2007/08 | B    |   |   | 1 | Komunalnyk Ługańsk           | Tytan Armiańsk              | Arsenał Charków                                     | 20  | Jewhenij Arbuzow (Tytan Armiańsk), Wiktor Arefjew (Olimpik Donieck), Andrij Budny (Obołoń-2 Kijów), Jurij Kudinow (Komunalnyk Ługańsk) | 2 grupy: 16+18 klubów                                                     |
| 2008/09 | A    |   |   | 1 | Nywa Tarnopol                | Arsenał Biała Cerkiew       | Nywa Winnica                                        | 22  | Ihor Bezdolny (Tytan Armiańsk) | 2 grupy po 18 klubów                                                      |
| 2008/09 | B    |   |   | 1 | Zirka Kirowohrad             | FK Połtawa                  | Stal Dnieprodzierżyńsk                              | 22  | Ihor Bezdolny (Tytan Armiańsk) | 2 grupy po 18 klubów                                                      |
| 2009/10 | A    |   |   | 2 | Bukowyna Czerniowce          | Nywa Winnica                | Bastion Illicziwśk                                  | 14  | Władysław Korobkin (Bukowyna Czerniowce)                                                                                               | 2 grupy: 12+14 klubów                                                     |
| 2009/10 | B    |   |   | 1 | Tytan Armiańsk               | Kremiń Krzemieńczuk         | FK Połtawa                                          | 14  | Władysław Korobkin (Bukowyna Czerniowce)                                                                                               | 2 grupy: 12+14 klubów                                                     |
| 2010/11 | A    |   |   | 2 | MFK Mikołajów                | FK Sumy                     | Enerhija Nowa Kachowka                              | 18  | Wadym Szawrin (Olimpik Donieck) | 2 grupy po 12 klubów                                                      |
| 2010/11 | B    |   |   | 1 | Olimpik Donieck              | FK Połtawa                  | Kremiń Krzemieńczuk                                 | 18  | Wadym Szawrin (Olimpik Donieck) | 2 grupy po 12 klubów                                                      |
| 2011/12 | A, B |   |   | 1 | FK Sumy                      | FK Połtawa                  | Awanhard Kramatorsk                                 | 11  | Jewhen Radionow (FK Połtawa) | 2 grupy po 14 klubów +finał                                               |
| 2012/13 | A, B |   |   | 3 | Desna Czernihów              | UkrAhroKom Hołowkiwka       | Nywa Tarnopol, Szachtar Swerdłowśk                  | 29  | Stanisław Kulisz (Stal Dnieprodzierżyńsk)                                                                                              | 2 grupy: 11+13 klubów +finał                                              |
| 2013/14 |      |   |   | 1 | Hirnyk-Sport Komsomolsk      | Stal Dnieprodzierżyńsk      | FK Tarnopol                                         | 29  | Stanisław Kulisz (Stal Dnieprodzierżyńsk)                                                                                              | 19 klubów, awansował też Hirnyk Krzywy Róg                                |
| 2014/15 |      |   |   | 1 | Czerkaśkyj Dnipro Czerkasy   | Obołoń-Browar Kijów         | Kremiń Krzemieńczuk                                 | 18  | Ołeksandr Batalski (Czerkaśkyj Dnipro Czerkasy)                                                                                        | 10 klubów                                                                 |
| 2015/16 |      |   |   | 1 | Kołos Kowaliwka              | Weres Równe                 | Inhułeć Petrowe                                     | 20  | Ołeksandr Bondarenko (Kołos Kowaliwka)                                                                                                 | 14 klubów, awansowały też Bukowyna Czerniowce, Skała Stryj, Arsenał Kijów |
| 2016/17 |      |   |   | 1 | Żemczużyna Odessa            | Ruch Winniki                | Kremiń Krzemieńczuk                                 | 24  | Ihor Chudobiak (Prykarpattia Iwano-Frankiwsk)                                                                                          | 17 klubów, awansował też Bałkany Zoria                                    |
| 2017/18 | A, B |   |   | 1 | Ahrobiznes Wołoczyska        | SK Dnipro-1                 | Prykarpattia Iwano-Frankiwsk, Metalist 1925 Charków | 23  | Serhij Dawydow (Metalist 1925 Charków)                                                                                                 | 2 grupy: 11+12 klubów +finał                                              |
| 2018/19 | A, B |   |   | 1 | Kremiń Krzemieńczuk          | FK Mynaj                    | Czerkaszczyna-Akademija Czerkasy, Metałurh Zaporoże | 20  | Kostiantyn Czornij (Kremiń Krzemieńczuk)                                                                                               | 2 grupy po 10 klubów +finał                                               |
| 2019/20 | A    |   |   | 2 | Nywa Tarnopol                | Polissia Żytomierz          | Weres Równe                                         | 11  | Andrij Barładym (Krystał Chersoń), Mychajło Szestakow (Weres Równe)                                                                    | 2 grupy po 11 klubów                                                      |
| 2019/20 | B    |   |   | 1 | WPK-Ahro Szewczenkiwka       | Krystał Chersoń             | Alians Łypowa Dołyna                                | 11  | Andrij Barładym (Krystał Chersoń), Mychajło Szestakow (Weres Równe)                                                                    | 2 grupy po 11 klubów                                                      |
| 2020/21 | A, B |   |   | 1 | Metał Charków                | Podilla Chmielnicki         | FK Użhorod, Krywbas Krzywy Róg                      | 13  | Adrian Pukanycz (FK Użhorod) | 2 grupy po 11 klubów + finał                                              |

Uwaga:
- W niektórych sezonach tytuł mistrzowski został rozegrany w meczach barażowych między zwycięzcami grup.

## Statystyka

### Tabela medalowa
Mistrzostwo ligi zostało do tej pory zdobyte przez 49 różnych drużyn.
Stan na 12 czerwca 2021.
| Lp. | Klub                         | Mistrz | Zwycięskie sezony         |
| --- | ---------------------------- | ------ | ------------------------- |
| 1.  | Desna Czernihów              | 3      | 1996/97, 2005/06, 2012/13 |
| 2.  | Dnipro Czerkasy              | 2      | 1992/93, 2005/06          |
| 3.  | Borysfen Boryspol            | 2      | 1993/94, 1999/00          |
| 4.  | Obołoń Kijów                 | 2      | 1998/99, 2000/01          |
| 5.  | Bukowyna Czerniowce          | 2      | 1999/00, 2009/10          |
| 6.  | MFK Mikołajów                | 2      | 2005/06, 2010/11          |
| 7.  | Nywa Tarnopol                | 2      | 2008/09, 2019/20          |
| 8.  | Bażanoweć Makiejewka         | 1      | 1992                      |
| 9.  | Dnister Zaleszczyki          | 1      | 1992                      |
| 10. | Jawir Krasnopole             | 1      | 1994/95                   |
| 11. | CSKA Kijów                   | 1      | 1995/96                   |
| 12. | Metałurh Mariupol            | 1      | 1995/96                   |
| 13. | Awanhard-Industrija Roweńky  | 1      | 1996/97                   |
| 14. | Krystał Chersoń              | 1      | 1997/98                   |
| 15. | Podilla Chmielnicki          | 1      | 1997/98                   |
| 16. | Szachtar-2 Donieck           | 1      | 1997/98                   |
| 17. | SK Odessa                    | 1      | 1998/99                   |
| 18. | Zakarpattia Użhorod          | 1      | 1998/99                   |
| 19. | Dnipro-2 Dniepropetrowsk     | 1      | 1999/00                   |
| 20. | Naftowyk Ochtyrka            | 1      | 2000/01                   |
| 21. | Polissia Żytomierz           | 1      | 2000/01                   |
| 22. | FK Krasiłów                  | 1      | 2001/02                   |
| 23. | FK Sumy                      | 1      | 2011/12                   |
| 24. | Systema-Boreks Borodzianka   | 1      | 2001/02                   |
| 25. | Spartak Sumy                 | 1      | 2001/02                   |
| 26. | Łukor Kałusz                 | 1      | 2002/03                   |
| 27. | Nafkom-Akademia Irpień       | 1      | 2002/03                   |
| 28. | Zoria Ługańsk                | 1      | 2002/03                   |
| 29. | Dynamo-IhroSerwis Symferopol | 1      | 2003/04                   |
| 30. | Hazowyk-Skała Stryj          | 1      | 2003/04                   |
| 31. | Stal Dnieprodzierżyńsk       | 1      | 2003/04                   |
| 32. | Helios Charków               | 1      | 2004/05                   |
| 33. | Krymtepłycia Mołodiżne       | 1      | 2004/05                   |
| 34. | Rawa Rawa Ruska              | 1      | 2004/05                   |
| 35. | Dnister Owidiopol            | 1      | 2006/07                   |
| 36. | PFK Sewastopol               | 1      | 2006/07                   |
| 37. | Kniaża Szczasływe            | 1      | 2007/08                   |
| 38. | Komunalnyk Ługańsk           | 1      | 2007/08                   |
| 39. | Zirka Kirowohrad             | 1      | 2008/09                   |
| 40. | Tytan Armiańsk               | 1      | 2009/10                   |
| 41. | Olimpik Donieck              | 1      | 2010/11                   |
| 42. | Hirnyk-Sport Komsomolsk      | 1      | 2013/14                   |
| 43. | Czerkaśkyj Dnipro Czerkasy   | 1      | 2014/15                   |
| 44. | Kołos Kowaliwka              | 1      | 2015/16                   |
| 45. | Żemczużyna Odessa            | 1      | 2016/17                   |
| 46. | Ahrobiznes Wołoczyska        | 1      | 2017/18                   |
| 47. | Kremiń Krzemieńczuk          | 1      | 2018/19                   |
| 48. | WPK-Ahro Szewczenkiwka       | 1      | 2019/20                   |
| 49. | Metał Charków                | 1      | 2020/21                   |

### Klasyfikacja według regionów
Siedziby klubów: Stan na czerwiec 2021.
| Miasto                 | Liczba tytułów | Drużyny |
| ---------------------- | -------------- | --- |
| obwód kijowski         | 6              | Borysfen Boryspol (2), Kniaża Szczasływe (1), Kołos Kowaliwka (1), Nafkom-Akademia Irpień (1), Systema-Boreks Borodzianka (1) |
| AR Krymu               | 4              | Dynamo-IhroSerwis Symferopol (1), Krymtepłycia Mołodiżne (1), PFK Sewastopol (1), Tytan Armiańsk (1)                          |
| obwód doniecki         | 4              | Bażanoweć Makiejewka (1), Metałurh Mariupol (1), Olimpik Donieck (1), Szachtar-2 Donieck (1)                                  |
| obwód sumski           | 4              | Jawir Krasnopole (1), Naftowyk Ochtyrka (1), Spartak Sumy (1), FK Sumy (1)                                                    |
| obwód charkowski       | 3              | Awanhard-Industrija Roweńky (1), Helios Charków (1), Metał Charków (1)                                                        |
| obwód chmielnicki      | 3              | Ahrobiznes Wołoczyska (1), FK Krasiłów (1), Podilla Chmielnicki (1)                                                           |
| obwód czerkaski        | 3              | Dnipro Czerkasy (2), Czerkaśkyj Dnipro Czerkasy (1)                                                                           |
| obwód czernihowski     | 3              | Desna Czernihów (3) |
| obwód dniepropetrowski | 3              | Dnipro-2 Dniepropetrowsk (1), Stal Dnieprodzierżyńsk (1), WPK-Ahro Szewczenkiwka (1)                                          |
| Kijów                  | 3              | Obołoń Kijów (2), CSKA Kijów (1)                                                                                              |
| obwód odeski           | 3              | Dnister Owidiopol (1), SK Odessa (1), Żemczużyna Odessa (1)                                                                   |
| obwód tarnopolski      | 3              | Nywa Tarnopol (2), Dnister Zaleszczyki (1)                                                                                    |
| obwód czerniowiecki    | 2              | Bukowyna Czerniowce (2) |
| obwód lwowski          | 2              | Hazowyk-Skała Stryj (1), Rawa Rawa Ruska (1)                                                                                  |
| obwód ługański         | 2              | Komunalnyk Ługańsk (1), Zoria Ługańsk (1)                                                                                     |
| obwód mikołajowski     | 2              | MFK Mikołajów (2) |
| obwód połtawski        | 2              | Hirnyk-Sport Komsomolsk (1), Kremiń Krzemieńczuk (1)                                                                          |
| obwód chersoński       | 1              | Krystał Chersoń (1) |
| obwód iwanofrankiwski  | 1              | Łukor Kałusz (1) |
| obwód kirowohradzki    | 1              | Zirka Kirowohrad (1) |
| obwód zakarpacki       | 1              | Zakarpattia Użhorod (1) |
| obwód żytomierski      | 1              | Polissia Żytomierz (1) |

## Uczestnicy
Są 221 zespół, które wzięli udział w 30 sezonach Druhiej lihi Ukrainy, które były prowadzone od 1992 aż do sezonu 2020/21 łącznie. Żaden z zespołów nie był zawsze obecny w każdej edycji.
Pogrubione zespoły biorące udział w sezonie 2020/21.
- 22 razy: Krystał Ch.
- 19 razy: Hirnyk-Sport, Tytan A.
- 18 razy: Roś
- 17 razy: Weres
- 16 razy: Ołkom
- 15 razy: Bukowyna, Sumy, Szachtar-3
- 14 razy: Enerhija J., Kremiń, Metałurh-2 Z.
- 13 razy: Desna, Illicziweć-2, Kałusz, Nywa T.
- 12 razy: Hirnyk K.R.
- 11 razy: Dynamo-3, Enerhija N.K., Hałyczyna, Naftowyk D., Podilla
- 10 razy: Czornomoreć-2, Hazowyk-Churtowyna, Inter, Karpaty-2, Nikopol, Reał Farma

- 9 razy: Metalist-2, Nywa W., Obołoń-2 K., Stal D.

- 8 razy: Awanhard-Inter, Ełektron, Jednist', Skała, Szachtar S., Worskła-2

- 7 razy: Arsenał Ch., Arsenał-Kyjiwszczyna, Dnipro Cz., Dnipro-2, Dynamo Ch., Enerhetyk, Myr, Olimpik D., Oskił, Portowyk I.

- 6 razy: Czerkaszczyna, Dnister O., Nafkom, Szachtar-2, Szachtar S., Wiktor, Zirka

- 5 razy: Cementnyk-Chorda, Czajka-WMS, Czornohora-Nika, Drużba B., Hazowyk-ChHW, Kachowka, Krywbas-2, Obołoń, Połtawa, Sewastopol, Tarnopol, Techno-Centr, Zoria

- 4 razy: Borysfen, Haraj, Metałurh D., Metałurh M., Metałurh N., Metałurh-2 D., MFK Mikołajów, MFK Mikołajów-2, Myrhorod, Papirnyk, Portowyk K., Tawrija

- 3 razy: Adoms, Bastion, Bażanoweć, Berszad, Borysfen-2, Chimik K., CSKA, Czajka P.B., Czornomoreć S., Dnister Z., Dynamo L., Dynamo S., Dynamo-IhroSerwis, Dynamo-SKA, Ełektrometałurh-NZF, Fakeł I.-F., Frunzeneć-Liha-99, Hałyczyna-Karpaty, Hazowyk-Skała, Hirnyk P., Karpaty M., Kniaża, Maszynobudiwnyk, Polissia, Prykarpattia, Rawa, Sewastopol-2, Sławutycz CzAES, Stal-2 A., Tyśmienica, Wuhłyk, Zirka-2, Żytyczi

- 2 razy: Bałkany, Dinaz, Dnipro-3, Dnipro-75, Dynamo Ł., Fakeł W., Fortuna, Helios, Inhułeć-2, Karliwka, Keramik, Korosteń, Kowel-Wołyń, Kramatorsk, Krasiłów, Krymtepłycia, Krystał Cz., Lwów, Łokomotyw S., Metałurh Z., MFK Metałurh, Obołoń-2 B., Obołoń-Browar, Ołeksandrija, Palmira, Pokuttia, Prykarpattia-2, SK Odessa, Sokił, Sportinwest, Sudnobudiwnyk, Szachtar G., Torpedo Z., Tytan D., UkrAhroKom, Użhorod

- 1 raz: Ahrobiznes, Alians, Andezyt, Antracyt, Arsenał K., Arsenał-2 K., Awanhard Ż., Awanhard-2 K., Barsa, Berkut, Charków-2, Czerkasy-2, Czernihów, Desna-2, Dnipro, Dnipro-1, Dnistroweć, Dynamo S., Enerhija M., Epicentr, Feniks-Illiczoweć, Hirnyk Ch., Ikwa, Inhułeć, Jałos, Jarud, Karpaty H., Karpaty L., Kniaża-2, Kołos K., Komunalnyk, Kosmos, Krywbas, Lwów-2, Łokomotyw D., Łysonia, Metalist 1925, Metał, Metałurh K., MFK Oleksandria, MFK Żytomierz, Mołnija, More, Mynaj, Naftowyk-Ukrnafta, Nywa-Kosmos, Olimpik Ch., Olimpik K., Peremoha, Piwdeństal, Prometej, Promiń, Reał, Rubikon, Ruch, SDJuSzOR-Metałurh, SKA Odessa, SKAD-Jałpuh, SKA-Łotto, SKA-Orbita, Skify, Słowjaneć, Systema-KChP, Szachtar Ł., Temp-Adwis-2, Wodnyk, Wołyń-2, WPK-Ahro, Zakarpattia, Zakarpattia-2, Żemczużyna J., Żemczużyna O.